# Кара-Булак (Кара-Кульджинский район)
Кара-Булак (кирг. Кара-Булак) — село в Кара-Кульджинском районе Ошской области Кыргызстана. Входит в состав Сары-Булакского айылного аймака.

## География
Село расположено в северной части области, в высокогорной зоне, на расстоянии приблизительно 22 километров (по прямой) к югу от села Кара-Кульджа, административного центра района. Абсолютная высота — 2129 метров над уровнем моря.

## Население
Согласно оценочным данным Национального статистического комитета Кыргызской Республики, численность населения села на начало 2023 года составляла 681 человек.
| год     | 2009 | 2014 | 2015 | 2020 | 2021 | 2023 |
| ------- | ---- | ---- | ---- | ---- | ---- | ---- |
| человек | 509  | 737  | 745  | 714  | 710  | 681  |